# Павлов, Тимофей Иванович
Тимофе́й Ива́нович Па́влов (11 декабря 1903, деревня Воробьёво, Смоленская губерния — 7 ноября 1996, Можайск, Московская область) — заместитель командира мотострелкового батальона по политической части 1-й гвардейской мотострелковой бригады 1-го гвардейского танкового корпуса 65-й армии 1-го Белорусского фронта, гвардии капитан, Герой Советского Союза.

## Биография

### До Великой Отечественной войны
Родился в деревне в семье мастерового. Окончил 9 классов. Трудовую деятельность начал в 1915 году учеником слесаря механической мастерской в городе Гжатске (ныне — Гагарин). В 13 лет вместе с отцом покинул родную деревню и в поисках заработка уехал в Петроград.
После Октябрьской революции был культармейцем-агитатором, по окончании гражданской войны вернулся в родные края, работал в ликбезе, вступил в комсомол. С 1925 года жил в Москве, трудился на деревообрабатывающем заводе. В 1930 году вступил в Коммунистическую партию.
В 1931 году по решению ЦК ВКП(б) был направлен в Можайский район Московской области для участия в организации колхозов. С 1931 по 1934 год был председателем Мышкинской, а затем Горетовской сельхозартелей.
В 1934 году Тимофея Ивановича избрали председателем Можайского городского Совета.
На этом посту и застало его сообщение о вероломном нападении гитлеровской Германии и начале Великой Отечественной войны. До самого последнего дня перед приходом фашистов на можайскую землю Тимофей Иванович занимался отправкой скота на восток страны, потом вывозом ценностей из Государственного банка в Москву. Узнав об оккупации Можайского района гитлеровцами, отказался от эвакуации в Сибирь, куда была эвакуирована его жена, и добился направления на фронт.

## На фронте
В действующей армии с августа 1942 года, сначала на Юго-Западном, затем Донском фронтах. Назначен политруком стрелковой роты. В задачу политических работников Красной Армии входило не только непосредственное участи в боевых действиях, но и ведение идеологической и просветительной работы с бойцами подразделений: они готовили и обеспечивали распространение боевых листков о лучшем боевом опыте, зачитывали сводки Совинформбюро, анализировали обстановку на участке роты, контролировали обеспеченность бойцов продуктами и боеприпасами, заботились о доставке фронтовой почты. Капитан Павлов был из тех, кто не ограничивался формальным исполнением своих обязанностей, активно участвовал в жизни своего соединения и в борьбе с врагом.
В сражении под Сталинградом Павлов личным примеров показал бойцам, как теоретически и практически, как вести борьбу с фашистскими танками. Батальон, в котором служил Павлов, состоял главным образом из новобранцев. Во время боя, когда при наступлении гитлеровских танков у молодых бойцов часто сдавали нервы, политрук, всегда находясь рядом, своей выдержкой и личным примером ободрял солдат, часто сам брал противотанковое оружие и стрелял по врагу. Раненый капитан Павлов в течение трех суток не покидал поле боя. Один раз он даже лично подбил гранатой немецкий танк, сумевший прорваться через окопы.
Поправившись после ранения, Тимофей Иванович был переведён на 1-й Белорусский фронт, участвовал в боях за освобождение Белоруссии и Украины.
Летом 1944 года Павлов был заместителем командира мотострелкового батальона по политической части (1-я гвардейская мотострелковая бригада, 1-й гвардейский танковый корпус, 65-я армия, 1-й Белорусский фронт). Батальон в это время вышел к польской реке Нарев, которую предстояло форсировать с тем, чтобы захватить плацдарм на противоположном берегу и продолжать наступление на противника. Прибывший в расположение части командир бригады генерал Г. Н. Филиппов приказал «любой ценой выполнить поставленную задачу».
На утренней заре 5 сентября 1944 года после артиллерийской подготовки советские войска начали штурм укреплений врага в районе населённого пункта Карневск, расположенного севернее города Сероцк, но у самой реки перед фронтом батальона немцы открыли сильнейший огонь. Командир батальона был тяжело ранен, начальник штаба убит. Оставшись единственным офицером штаба, капитан Павлов принял решение лично вести штурмовую группу. Бойцы приготовились к форсированию водного рубежа и стремительным броском преодолели его. Впоследствии Тимофей Иванович вспоминал об этом героическом эпизоде своей биографии:
«…Ночь. Приближалось время боя. Восток озарялся рассветом. Сломив сопротивление врага и за два дня упорных боев пройдя 70 километров вражеской земли, наша часть с ходу форсировала реку.
Под ураганным огнём противника мы с горсткой бойцов бросились вплавь, а другие, переползая по остаткам взорванного моста, на досках подтягивали на воротах орудия, минометы, пулеметы и вышли на противоположный берег. Немцы на нас обрушились всей силой. Наша горстка, смотря прямо в лицо смерти, с гвардейским „ура“ бросилась в атаку. У врага замешательство. Воспользовавшись временной его паникой, мы сделали решительный бросок. Мне удалось обнаружить вражескую пушку, вместе с бойцами повернуть её и открыть стрельбу по врагу.
Девять раз враг шел в атаку, стремясь нас сбросить в реку, Но мы — гвардейцы — твердо решили умереть, но не отступить. Атаки врага были отбиты. Ряды наши редели, но мы не уходили. Когда меня тяжело ранило, наша часть уже успешно форсировала реку и стремительным ударом начала преследовать врага».
Много усилий потребовалось от мотострелков, чтобы удержаться на захваченном берегу. В течение двух суток (5 и 6 сентября) бойцы батальона отбили более 12 контратак противника. Ни на минуту не покидал передовых траншей замполит, своим мужеством показывая достойный пример воинам. Несколько раз Павлову пришлось лично участвовать в рукопашных схватках. Во время одной из таких атак, уже несколько раз раненый, гвардии капитан Павлов был тяжело ранен осколками (ампутация правого плеча) и бойцы сумели своего, потерявшего от потери крови сознание командира, переправить на противоположный берег реки, откуда он был переправлен в госпиталь. Выдержка и героизм, проявленные бойцами и командиром, не позволили врагу отбить позиции ставшие плацдармом для дальнейшего наступления Красной армии.
Указом Президиума Верховного Совета СССР от 24 марта 1945 года за образцовое выполнение боевых заданий командования на фронте борьбы с немецко-фашистским захватчиками и проявленные при этом мужество и героизм гвардии капитану Павлову Тимофею Ивановичу присвоено звание Героя Советского Союза с вручением ордена Ленина и медали «Золотая Звезда» (№ 5945).

### После войны
Тяжелейшее ранение заставило провести в госпиталях почти два года, но стремление к полноценному участию в жизни страны и общества позволило найти и занять своё достойное место. После демобилизации по ранению в звании майора он вернулся в Можайск, куда из эвакуации вернулась его жена Ксения Ивановна и сын Виктор (трагически погибший в 1957 году — утонул, получив травму головы, помогая выбраться с тонущей лодки своим друзьям).
В 1947 году Тимофей Иванович уволился в запас, вернулся в ставший родным Можайск и возглавил ателье по пошиву одежды, которое стало знаменитым своими изделиями, а позднее расширилось и было преобразовано в Можайскую швейную фабрику с филиалом в посёлке Колычево, которая и в наше время работает под товарной маркой «Франт».
Успехи в руководстве фабрикой он совмещал с работой в Можайском Совете депутатов. Люди его уважали и любили, шли со своими бедами и проблемами на прием не в Совет депутатов, а прямо к нему домой. Никому не было отказано, и огромному числу людей советом и делом он оказал помощь и как человек и как депутат.
Такое отношение к людям послужило закономерном поводом к выдвижению его на должность заместителя председателя Можайского исполкома горсовета. Забывая о своих ранах и болезнях, он всего себя отдавал новой работе. На этом посту он пребывал до самого ухода на пенсию в 1965 году. Но продолжал быть активным и настоящим коммунистом: вёл работу с молодёжью и подрастающим поколением, являлся депутатом Можайского городского совета многих созывов и как в былые времена вёл «прием населения» в своём доме (который самостоятельно строил несколько лет в Можайске). И только годы и болезни, усугубившие инвалидность, вызванную тяжёлым фронтовым ранением, заставили его отказаться от очередного избрания в депутаты, но советы и наказы он продолжал давать всю свою оставшуюся жизнь, как простым людям так и облечённым властью руководителям и чиновникам.
В общей сложности Тимофей Иванович свыше 40 лет являлся депутатом горсовета, более 30 лет — членом горкома КПСС, на протяжении всей жизни он проводил воспитательно-патриотическую работу в школах, ПТУ и пионерских лагерях Можайского района, с призывниками военкомата и с осуждёнными в исправительной колонии. Для всех у него находились верные слова и правильные направления к цели и смыслу жизни каждого.
Решением 8-й сессии городского Совета народных депутатов 17 созыва 20 октября 1981 года товарищу Павлову Тимофею Ивановичу присвоено звание Почётного гражданина города Можайска.
Умер Тимофей Иванович Павлов 7 ноября 1996 года.
Похоронен в городском парке города Можайск, где похоронены воины, погибшие при освобождении города от фашистских захватчиков, рядом с Домом детского творчества (бывший Дворец пионеров), которому после смерти Тимофея Ивановича было присвоено его имя.

## Награды
- Медаль «Золотая Звезда» (24 марта 1945 года).
- Орден Ленина (24 марта 1945 года).
- Орден Красного Знамени.
- Орден Отечественной войны I степени.
- Орден Отечественной войны II степени.
- Орден Красной Звезды.
- Медаль «За отвагу».
- Медаль «За оборону Сталинграда».
- Медаль «За победу над Германией в Великой Отечественной войне 1941—1945 гг.».
- Медаль «Ветеран труда».
- Юбилейные медали.

## Память
- Мемориальная доска на доме, в котором жил Тимофей Иванович, по адресу г. Можайск, улица Желябова, 5.
- Улица Героя Павлова в деревне Кукарино, пригороде города Можайска.

## Почётные звания
Почётный гражданин Можайска (20 октября 1981 года).